# آکیهیرو نیشیمورا
آکیهیرو نیشیمورا (به انگلیسی: Akihiro Nishimura) بازیکن فوتبال اهل ژاپن و عضو تیم ملی فوتبال ژاپن است که در تاریخ ۱۸ ژوئن ۱۹۸۰ میلادی اولین بازی ملی‌اش را انجام داد. او در ۴۹ بازی ملی حضور داشت و آخرین بازی ملی خود را در تاریخ ۳۰ ژانویه ۱۹۸۸ میلادی انجام داد. آکیهیرو نیشیمورا در بازی‌های ملی‌اش
۲ گل به ثمر رساند.